# Жанабай
Жанабай — река в России, протекает в Оренбургской области. Устье реки находится в 27 км по левому берегу реки Жангызагаш. Длина реки составляет 21 км.

## Данные водного реестра
По данным государственного водного реестра России относится к Уральскому бассейновому округу, водохозяйственный участок реки — Урал от Ириклинского гидроузла до города Орск. Речной бассейн реки — Урал (российская часть бассейна).
Код объекта в государственном водном реестре — 12010000412112200003116.